# Список военно-учебных заведений Российской Федерации

## Министерство обороны Российской Федерации
1. Военная академия Генерального штаба Вооружённых сил Российской Федерации (Москва)
2. Военная академия Министерства обороны Российской Федерации (Москва)
3. Военно-космическая Краснознамённая академия имени А. Ф. Можайского (Санкт-Петербург)
4. Военно-медицинская академия имени С. М. Кирова (Санкт-Петербург)
5. Военная ордена Ленина академия материально-технического обеспечения имени генерала армии А. В. Хрулёва (Санкт-Петербург)
6. Военный университет Министерства обороны Российской Федерации (Москва)
7. Военный университет радиоэлектроники (Череповец)
8. Военно-технический университет (Балашиха) — расформирован в 2015 году
9. Военная академия экономики, финансов и права (Москва) — с 1994 года, совместно с Гуманитарной академией Вооруженных Сил РФ, образовала Военный университет Министерства обороны Российской Федерации
10. Военный Краснознамённый институт (Москва) — расформирован в 1994 году
11. Военный институт физической культуры (Санкт-Петербург)
12. Военный институт радиоэлектроники (Воронеж) — расформирован в 2006 году
13. Самарский военно-медицинский институт — расформирован в 2010 году
14. Саратовский военно-медицинский институт — расформирован в 2010 году
15. Томский военно-медицинский институт — расформирован в 2010 году
16. Военно-ветеринарный институт (Москва) — расформирован в 2010 году
17. Краснодарское высшее военное училище имени генерала армии С. М. Штеменко
18. Санкт-Петербургское высшее военно-топографическое командное училище — с 2011 года — факультет Военно-космической Краснознамённой академии имени А. Ф. Можайского
19. Вольское высшее военное училище тыла — с 2008 года — филиал Военной академии материально-технического обеспечения имени генерала армии А. В. Хрулёва
20. Нижегородское (Горьковское) высшее военное училище тыла имени Маршала Советского Союза И. Х. Баграмяна — расформировано в 1999 году
21. Ульяновское высшее военно-техническое училище имени Богдана Хмельницкого — расформировано в 2011 году
22. Дальневосточное высшее военное автомобильное командно-инженерное училище — расформировано в 2007 году
23. Рязанский военный автомобильный институт имени генерала армии В. П. Дубынина — расформирован в 2010 году
24. Челябинское высшее военное автомобильное командно-инженерное училище — расформировано в 2010 году
25. Военный институт (Железнодорожных войск и военных сообщений) (Санкт-Петербург) — с 2008 года — в составе Военной академии материально-технического обеспечения имени генерала армии А. В. Хрулёва
26. Волжское высшее военное строительное командное училище (Дубна) — расформировано
27. Горьковское высшее военное строительное командное училище (Кстово) — расформировано
28. Камышинское высшее военное строительное командное училище — расформировано
29. Тольяттинский военный технический институт — расформирован в 2010 году
30. Хабаровское высшее военное строительное командное училище — расформировано в 1992 году
31. Военный инженерно-технический университет (Санкт-Петербург) — с 2009 года — в составе Военной академии материально-технического обеспечения имени генерала армии А. В. Хрулёва
32. Пушкинское высшее военное инженерное строительное училище — в 1997 году объединено с Военным инженерным строительным институтом в Военный инженерно-технический университет
33. Военный финансово-экономический институт — расформирован в 2010 году
34. Военный финансово-экономический факультет при Московской финансовой академии Правительства Российской Федерации — с 1993 года — в составе Военной академии экономики, финансов и права
35. Московская военная консерватория — с 2006 года — военный институт с составе Военного университета Министерства обороны Российской Федерации
36. Военный институт повышения квалификации специалистов мобилизационных органов (Саратов) — расформирован в 2011 году

### Сухопутные войска Российской Федерации
1. Высшие офицерские орденов Ленина и Октябрьской Революции, Краснознамённые курсы «Выстрел» имени Маршала Советского Союза Б. М. Шапошникова (Солнечногорск) — расформированы в 2009 году
2. Общевойсковая академия Вооруженных Сил Российской Федерации (Москва)
3. Дальневосточное высшее общевойсковое командное училище имени Маршала Советского Союза К. К. Рокоссовского (Благовещенск)
4. Санкт-Петербургское высшее общевойсковое командное училище — расформировано в 1999 году
5. Московское высшее общевойсковое командное орденов Ленина и Октябрьской Революции Краснознамённое училище
6. Новосибирское высшее военное командное училище — с 2009 года — филиал Общевойсковой академии Вооруженных Сил Российской Федерации
7. Омское высшее общевойсковое командное дважды Краснознамённое училище имени М. В. Фрунзе — расформировано в 1999 году
8. Орджоникидзевское высшее общевойсковое командное дважды Краснознамённое училище имени Маршала Советского Союза А. И. Ерёменко — расформировано в 1993 году
9. Военная орденов Ленина и Октябрьской Революции, Краснознамённая академия бронетанковых войск имени Маршала Советского Союза Р. Я. Малиновского (Москва) — в 1998 году, совместно с Военной академией имени М. В. Фрунзе и Высшими офицерскими орденов Ленина и Октябрьской Революции, Краснознамёнными курсами «Выстрел» имени Маршала Советского Союза Б. М. Шапошникова, образовала Общевойсковую академию Вооруженных Сил Российской Федерации
10. Благовещенское высшее танковое командное Краснознамённое училище имени Маршала Советского Союза К. А. Мерецкова — расформировано в 1999 году
11. Казанское высшее военное командное училище
12. Челябинский танковый институт — расформирован в 2007 году
13. Омский автобронетанковый инженерный институт — с 2012 года — филиал Военной академии материально-технического обеспечения имени генерала армии А. В. Хрулёва
14. Михайловская военная артиллерийская академия (Санкт-Петербург)
15. Екатеринбургское высшее артиллерийское командное училище — расформировано в 2011 году
16. Коломенское высшее артиллерийское командное училище — расформировано в 2008 году
17. Санкт-Петербургское высшее артиллерийское командное училище — расформировано в 1993 году
18. Казанское высшее артиллерийское командное училище — расформировано в 2008 году
19. Саратовское высшее военное командно-инженерное Краснознамённое, ордена Красной Звезды училище ракетных войск имени Героя Советского Союза генерал-майора А. И. Лизюкова — расформировано в 2003 году
20. Пензенский артиллерийский инженерный институт имени Главного маршала артиллерии Н.Н. Воронова — с 2012 года — филиал Военной академии материально-технического обеспечения имени генерала армии А. В. Хрулёва
21. Тульский артиллерийский инженерный институт — расформирован в 2010 году
22. Военная академия связи имени С. М. Будённого (Санкт-Петербург)
23. Кемеровское высшее военное командное училище связи имени маршала войск связи И. Т. Пересыпкина — расформировано в 2009 году
24. Новочеркасское высшее военное командное училище связи — расформировано в 2011 году
25. Рязанское высшее военное командное училище связи — расформировано в 2011 году
26. Томское высшее военное командное училище связи — расформировано в 1999 году
27. Ульяновское высшее военное командное училище связи — расформировано в 2008 году
28. Санкт-Петербургское высшее военное инженерное училище связи — расформировано в 2000 году
29. Военно-инженерная академия (Москва) — с 2006 года — в составе Общевойсковой академии Вооруженных Сил Российской Федерации
30. Тюменское высшее военно-инженерное командное училище имени маршала инженерных войск А. И. Прошлякова
31. Нижегородский военный институт инженерных войск — расформирован в 2012 году
32. Военная академия радиационной, химической и биологической защиты имени Маршала Советского Союза С. К. Тимошенко (Кострома)
33. Костромское высшее военное командное училище химической защиты — с 2006 года — в составе Военной академии радиационной, химической и биологической защиты имени Маршала Советского Союза С. К. Тимошенко
34. Тамбовское высшее военное командное Краснознамённое училище химической защиты имени Н. И. Подвойского — расформировано в 2003 году
35. Саратовский военный институт биологической и химической безопасности — расформирован в 2012 году
36. Военная академия войсковой противовоздушной обороны Вооруженных Сил Российской Федерации (Смоленск)
37. Санкт-Петербургское высшее зенитное ракетное командное ордена Красной Звезды училище — расформировано в 1998 году
38. Оренбургское высшее зенитное ракетное училище (военный институт) — расформировано в 2008 году

### Воздушно-космические силы Российской Федерации
1. Военно-воздушная академия имени Ю. А. Гагарина (Монино) — расформирована в 2011 году
2. Военно-воздушная академия имени профессора Н. Е. Жуковского и Ю. А. Гагарина (Воронеж)
3. Военная академия воздушно-космической обороны имени Маршала Советского Союза Г. К. Жукова (Тверь)
4. Ленинградское высшее военно-политическое училище противовоздушной обороны — расформировано в 1992 году
5. Нижегородское высшее зенитное ракетное командное училище противовоздушной обороны — расформировано в 1999 году
6. Энгельсское высшее зенитное ракетное командное училище противовоздушной обороны — расформировано в 1994 году
7. Ярославское высшее военное училище противовоздушной обороны — с 2012 года — филиал Военно-космической Краснознамённой академия имени А. Ф. Можайского
8. Санкт-Петербургское высшее военное училище радиоэлектроники — расформировано в 2011 году
9. Красноярское высшее командное училище радиоэлектроники противовоздушной обороны — расформировано в 1998 году
10. Пушкинское высшее ордена Красной Звезды училище радиоэлектроники противовоздушной обороны имени маршала авиации Е. Я. Савицкого — с 1998 года — филиал Военно-космической Краснознамённой академии имени А. Ф. Можайского
11. Армавирское высшее военное авиационное училище лётчиков — с 2011 года — в составе Краснодарского высшего военного авиационного училища лётчиков имени Героя Советского Союза А. К. Серова
12. Ставропольское высшее военно-авиационное училище лётчиков и штурманов — расформировано в 2010 году
13. Курганское военное авиационно-техническое училище — расформировано в 1995 году
14. Балашовский военный авиационный институт — с 2002 года — факультет Краснодарского высшего военного авиационного училища лётчиков имени Героя Советского Союза А. К. Серова
15. Барнаульское высшее военное авиационное училище лётчиков имени Главного маршала авиации К. А. Вершинина — расформировано в 1999 году
16. Борисоглебский учебный авиационный центр подготовки лётного состава им. В. П. Чкалова — с 2012 года — учебная авиационная база Военно-воздушной академии имени профессора Н. Е. Жуковского и Ю. А. Гагарина
17. Ейское высшее военное авиационное ордена Ленина училище лётчиков имени дважды Героя Советского Союза лётчика-космонавта СССР В. М. Комарова — расформировано в 2011 году
18. Качинское высшее военное авиационное ордена Ленина, Краснознамённое училище лётчиков имени А. Ф. Мясникова (Волгоград) — расформировано в 1998 году
19. Краснодарское высшее военное авиационное училище лётчиков имени Героя Советского Союза А. К. Серова
20. Оренбургское высшее военное авиационное Краснознамённое училище лётчиков имени дважды Героя Советского Союза И. С. Полбина — расформировано в 1993 году
21. Сызранское высшее военное авиационное училище лётчиков (военный институт) — с 2010 года — филиал Военно-воздушной академии имени профессора Н. Е. Жуковского и Ю. А. Гагарина
22. Тамбовское высшее военное авиационное Краснознамённое училище лётчиков имени М. М. Расковой — расформировано в 1995 году
23. Уфимское высшее военное авиационное училище лётчиков — расформировано в 1999 году
24. Челябинское высшее военное авиационное Краснознамённое училище штурманов — с 2008 года — филиал Военно-воздушной академии имени профессора Н. Е. Жуковского и Ю. А. Гагарина
25. Военный авиационный инженерный университет (Воронеж) — в 2012 году объединен с Военно-воздушной академией имени профессора Н. Е. Жуковского и Ю. А. Гагарина
26. Даугавпилсское высшее военное авиационное инженерное училище — расформировано в 1993 году
27. Иркутское высшее военное авиационное инженерное училище — расформировано в 2009 году
28. Тамбовское высшее военное авиационное инженерное училище — расформировано в 2009 году
29. Ачинское военное авиационно-техническое училище — расформировано в 1999 году
30. Калининградское военное авиационно-техническое училище — расформировано в 1994 году
31. Кировское военное авиационно-техническое училище — расформировано в 2007 году
32. Ломоносовское военное авиационно-техническое училище (Лебяжье) — расформировано в 1994 году
33. Пермское военное авиационно-техническое училище имени Ленинского комсомола — расформировано в 1999 году

### Военно-Морской Флот Российской Федерации
1. Военно-морская орденов Ленина, Октябрьской Революции и Ушакова академия имени Адмирала Флота Советского Союза Н. Г. Кузнецова (Санкт-Петербург)
2. Высшие специальные офицерские классы ВМФ (Санкт-Петербург) — с 2012 года — Военный институт (филиал) Военно-морской орденов Ленина, Октябрьской Революции и Ушакова академии имени Адмирала Флота Советского Союза Н. Г. Кузнецова
3. Морской корпус Петра Великого — Санкт-Петербургский военно-морской институт
4. Балтийский военно-морской институт — с 2008 года — филиал Военно-морской орденов Ленина, Октябрьской Революции и Ушакова академии имени Адмирала Флота Советского Союза Н. Г. Кузнецова
5. Тихоокеанское высшее военно-морское училище имени С. О. Макарова (Владивосток) — с 2008 года — филиал Военно-морской орденов Ленина, Октябрьской Революции и Ушакова академии имени Адмирала Флота Советского Союза Н. Г. Кузнецова
6. Черноморское Высшее военно-морское ордена Красной Звезды училище имени П. С. Нахимова (Севастополь)
7. Высшее военно-морское училище подводного плавания имени Ленинского комсомола (Санкт-Петербург) — в 1998 году объединено с Санкт-Петербургским военно-морским институтом
8. Военно-морской инженерный институт (Санкт-Петербург) — с 2012 года — филиал Военно-морской орденов Ленина, Октябрьской Революции и Ушакова академии имени Адмирала Флота Советского Союза Н. Г. Кузнецова
9. Ленинградское высшее военно-морское инженерное училище имени В. И. Ленина (Пушкин) — в 1998 году объединено с Военно-морским инженерным институтом
10. Высшее военно-морское ордена Красной Звезды училище радиоэлектроники имени А. С. Попова (Петродворец) — в 2012 году объединено с Военно-морским инженерным институтом и образовало Военно-морской политехнический институт в составе Военно-морской орденов Ленина, Октябрьской Революции и Ушакова академии имени Адмирала Флота Советского Союза Н. Г. Кузнецова
11. Ломоносовский морской колледж ВМФ

### Ракетные войска стратегического назначения
1. Военная академия РВСН имени Петра Великого (Балашиха)
2. Краснодарское высшее военное командно-инженерное училище ракетных войск — расформировано в 1998 году
3. Пермский военный институт ракетных войск — расформирован в 2003 году
4. Ростовский военный институт ракетных войск — расформирован в 2011 году
5. Серпуховской военный институт ракетных войск — с 2009 года — филиал Военной академии РВСН имени Петра Великого
6. Ставропольский военный институт связи Ракетных войск — расформирован в 2010 году

### Воздушно-десантные войска
1. Рязанское высшее воздушно-десантное командное дважды Краснознамённое училище имени генерала армии В. Ф. Маргелова

## Федеральная служба безопасности Российской Федерации
1. Академия ФСБ России (Москва)
2. Военно-медицинский институт ФСБ России — с 2007 года присоединен к Институту ФСБ России (Нижний Новгород)
3. Институт ФСБ России (Нижний Новгород)
4. Институт ФСБ России (Санкт-Петербург)
5. Институт ФСБ России (Екатеринбург)
6. Институт ФСБ России (Новосибирск)
7. Московский институт новых информационных технологий ФСБ России

### Пограничная служба Федеральной службы безопасности Российской Федерации
1. Пограничная академия ФСБ России (Москва)
2. Голицынский пограничный институт ФСБ России
3. Калининградский пограничный институт ФСБ России
4. Курганский пограничный институт ФСБ России
5. Московский пограничный институт ФСБ России
6. Хабаровский пограничный институт ФСБ России
7. Институт береговой охраны ФСБ России (Анапа)

## Служба внешней разведки Российской Федерации
1. Академия внешней разведки (Москва)

## Федеральная служба охраны Российской Федерации
1. Академия ФСО России (Орел)

## Федеральная служба войск национальной гвардии Российской Федерации

### Войска национальной гвардии Российской Федерации
1. Новосибирский военный институт войск национальной гвардии
2. Санкт-Петербургский военный институт войск национальной гвардии
3. Саратовский военный институт войск национальной гвардии
4. Пермский военный институт войск национальной гвардии

## Министерство внутренних дел Российской Федерации
1. Астраханское суворовское военное училище МВД

1. Дальневосточный юридический институт МВД России

### Внутренние войска МВД России
1. Северо-Кавказский военный институт внутренних войск (Владикавказ) — расформирован в 2011 году

## Суворовские военныеиНахимовское военно-морскоеучилищаМинистерства обороны Российской Федерации
1. Екатеринбургское суворовское военное училище
2. Казанское суворовское военное училище
3. Московское суворовское военное училище
4. Пермское суворовское военное училище
5. Санкт-Петербургское суворовское военное училище
6. Северо-Кавказское суворовское военное училище
7. Тверское суворовское военное училище
8. Тульское суворовское военное училище - в составе воздушно-десантных войск
9. Ульяновское гвардейское суворовское военное училище
10. Уссурийское суворовское военное училище
11. Московское военно-музыкальное училище
12. Нахимовское военно-морское училище (Санкт-Петербург)

## Количество
Итого, высших и средних военно-учебных заведений Министерства обороны России: действуют самостоятельно - 26, включены в состав других военно-учебных заведений - 29, расформированы - 71.